# Carphophis amoenus
Carphophis amoenus là một loài rắn trong họ Rắn nước. Loài này được Say mô tả khoa học đầu tiên năm 1825.

## Hình ảnh

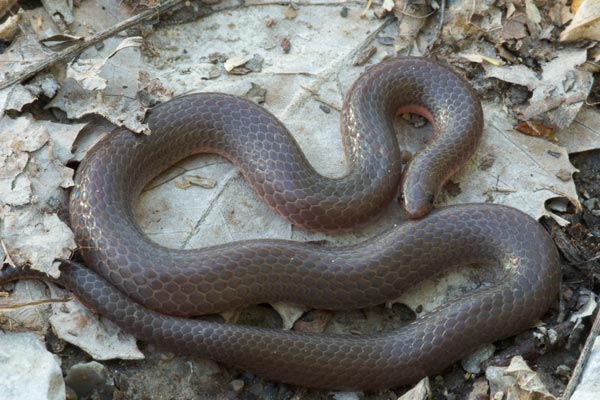